# Don Pelayo
Don Pelayo (Latijn: Pelagius) (ca. 685 – 737) was de eerste koning van Asturië. Hij regeerde van 718 tot aan zijn dood. Pelayo heeft het begin van de Reconquista ofwel de christelijke herovering van het Iberisch Schiereiland op de Moren ingeluid.
Pelayo was een edelman van hoge komaf in het Visigotische koninkrijk dat in Iberië aan de macht was vanaf de vroege vijfde eeuw totdat het in 711 in de slag bij Guadalete door de Moren werd verslagen.

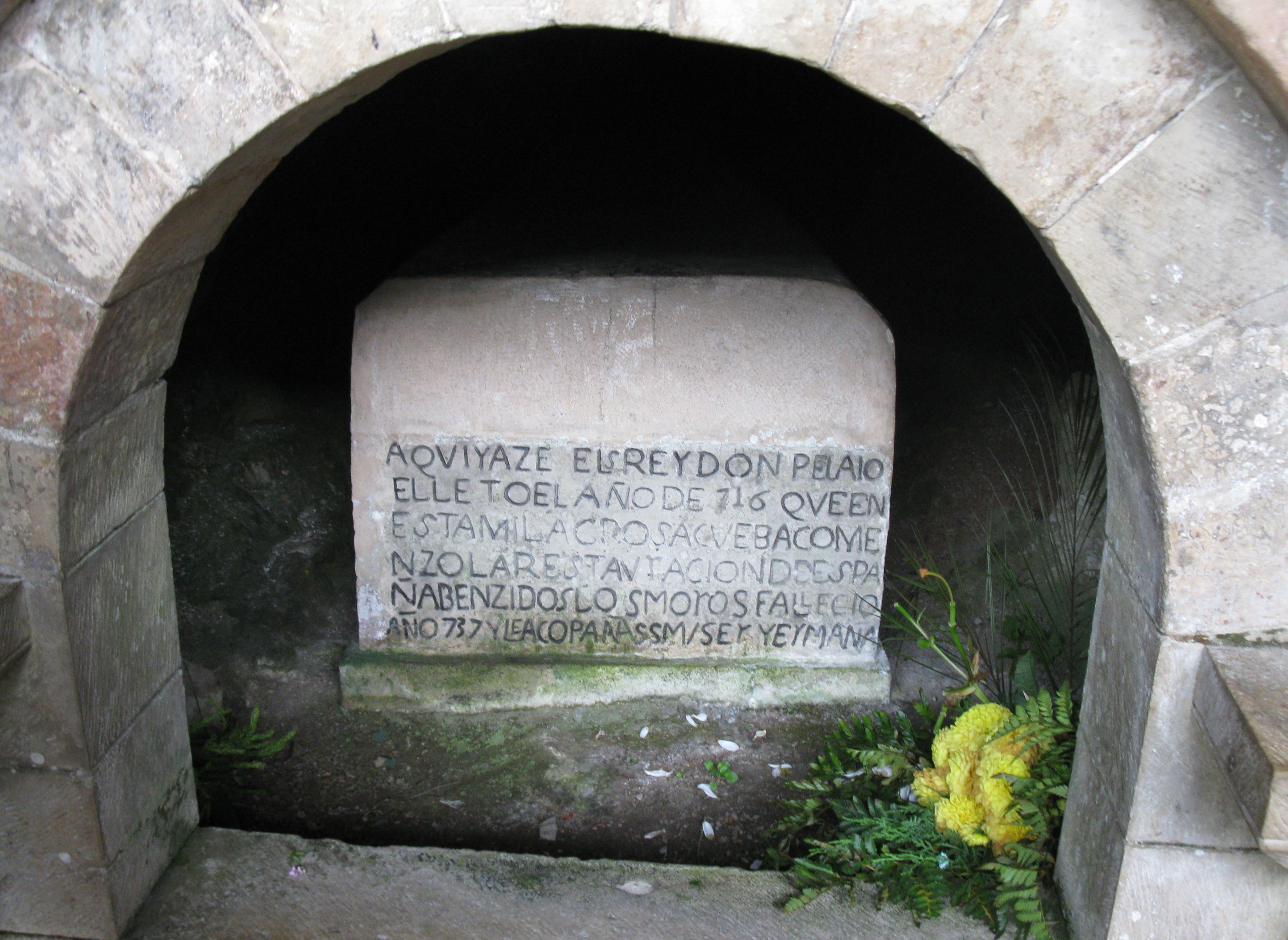
Tombe van Don Pelayo in Covadonga

Mogelijk was Pelayo tijdens de slag bij Guadalte een van de lijfwachten van de Visigotische koning Roderik. Pelayo wist aan gevangenschap te ontsnappen en keerde terug naar zijn thuisland Asturië, in het noorden van het hedendaagse Spanje. Daar heeft hij, als leider van een klein leger, gevochten tegen Munuza, die dreigde Asturië binnen te vallen.
In 717 werd Pelayo door de Moren opgepakt en gevangengezet. Al vlug wist hij te ontsnappen en keerde terug naar Asturië. Hij versloeg Munuza en stichtte het Koninkrijk Asturië in 718. De hoofdstad was Cangas de Onís. In overeenstemming met de gebruiken van de Visigoten werd Pelayo door zijn landgenoten gekozen tot de eerste koning van de natie.
Gedurende de eerste jaren was het koningschap van Pelayo meer fictie dan werkelijkheid omdat hij te maken had met een mogendheid die veel sterker was dan hijzelf. In 722 kreeg zijn koninkrijk vaste grond toen hij in de slag bij Covadonga een moslimovermacht, die Asturië kwam veroveren, van de kaart veegde.
Dit wordt gezien als de eerste christelijke overwinning van de Reconquista. De Moren, rancuneus door hun verlies, beschreven Pelayo en zijn mannen in hun verslagen als “dertig wilde ezels”. Hoe dan ook, Pelayo had voor zijn land onafhankelijkheid verworven.
De echtgenote van Pelayo was Gaudiosa, en twee kinderen worden genoemd:
- Ermesinda, gehuwd met Alfonso, zoon van Peter van Cantabrië, hertog van Cantabrië
- Favila

Pelayo stierf in 737. Zijn zoon Favila volgde hem op als koning. Lang kon hij niet van de troon genieten. Volgens legenden werd hij gedood door een beer.
De volgende koningen van Asturië, León, Castilië, Portugal en Spanje zouden hun afstamming op Pelayo herleiden en nog verder terug.
Pogingen om Pelayo te verbinden met het Visigotische koningshuis zijn twijfelachtig. Volgens de Chronica Adefonsi tertii regis is Pelayo de kleinzoon van de Visigotische koning Chindaswinth (563-653).
Alarik I ·
Athaulf ·
Sigerik ·
Wallia ·
Theoderik I ·
Thorismund ·
Theoderik II ·
Eurik ·
Alarik II ·
Gesalic ·
Amalarik ·
Theudis ·
Theudigisel ·
Agila I ·
Athanagild ·
Liuva I ·
Leovigild ·
Reccared I ·
Liuva II ·
Witterik ·
Gundemar ·
Sisebut ·
Reccared II ·
Suintila ·
Sisenand ·
Chintila ·
Tulga ·
Chindaswinth ·
Recceswinth ·
Wamba ·
Erwig ·
Ergica ·
Wittiza ·
Roderik ·
Achila II ·
Ardon